# Molanna cupripennis
Molanna cupripennis is een schietmot uit de familie Molannidae. De soort komt voor in het Oriëntaals gebied.